# Tara Reid
Tara Donna Reid (Wyckoff, 8 novembre 1975) è un'attrice, personaggio televisivo e produttrice cinematografica statunitense.
È nota principalmente per il ruolo di Victoria "Vicky" Lathum nella serie American Pie, e per l'interpretazione di April Wexler nella saga Sharknado, prodotta dalla casa cinematografica The Asylum. 
Nel mondo del cinema si è distinta sin dall'inizio partecipando in produzioni di rilievo quali Il grande Lebowski dei fratelli Coen, nel dramma sentimentale di culto Cruel Intentions - Prima regola non innamorarsi e nella commedia drammatica Il dottor T e le donne, ricoprendo ruoli prevalentemente secondari.

## Biografia
Baby interprete di spot pubblicitari (tra cui Pepsi e McDonald's), è diventata famosa soprattutto per le sue interpretazioni nelle commedie adolescenziali American Pie (1999), American Pie 2 (2001) e Maial College (2002).
Ha preso parte anche a film più impegnati come Il grande Lebowski (1998) e Il dottor T e le donne (2000). In Prigioniera di un incubo del 2003 è protagonista.
Tra il 2003 e il 2005 ha interpretato Danni Sullivan nella sitcom Scrubs - Medici ai primi ferri.
Sulla rete satellitare E! ha condotto nel 2005 un programma intitolato Wild On Tara! (a volte chiamato Taradise), basato proprio sui suoi viaggi all'estero all'insegna del divertimento.

## Filmografia

### Attrice

#### Cinema
- I vampiri di Salem's Lot (A Return to Salem's Lot), regia di Larry Cohen (1987)
- Il grande Lebowski (The Big Lebowski), regia di Joel ed Ethan Coen (1998)
- Girl, regia di Jonathan Kahn (1998)
- I Woke Up Early the Day I Died, regia di Aris Iliopulos (1998)
- Urban Legend, regia di Jamie Blanks (1998)
- Ali bruciate (Around the Fire), regia di John Jacobsen (1998)
- Cruel Intentions - Prima regola non innamorarsi (Cruel Intentions), regia di Roger Kumble (1999)
- American Pie, regia di Paul Weitz e Chris Weitz (1999)
- Body Shots, regia di Michael Cristofer (1999)
- Il dottor T e le donne (Dr. T & the Women), regia di Robert Altman (2000)
- Josie and the Pussycats, regia di Harry Elfont e Deborah Kaplan (2001)
- L'ultimo guerriero (Just Visiting), regia di Jean-Marie Poiré (2001)
- American Pie 2, regia di James B. Rogers (2001)
- Maial College (Van Wilder), regia di Walt Becker (2002)
- Prigioniera di un incubo (Devil's Pond), regia di Joel Viertel (2003)
- La figlia del mio capo (My Boss's Daughter), regia di David Zucker (2003)
- Knots, regia di Greg Lombardo (2004)
- Alone in the Dark, regia di Uwe Boll (2005)
- Silent Partner, regia di James D. Deck (2005)
- Il corvo - Preghiera maledetta (The Crow: Wicked Prayer), regia di Lance Mungia (2005)
- Incubus, regia di Anya Camilleri (2006)
- If I Had Known I Was a Genius, regia di Dominique Wirtschafter (2007)
- 7-10 Split, regia di Tommy Reid (2007)
- Land of Canaan, regia di Reginald LaFrance (2007)
- Clean Break, regia di Robert Malenfant (2008)
- Senior Skip Day, regia di Nick Weiss (2008)
- The Fields, regia di Tom Mattera e David Mazzoni (2011)
- American Pie: Ancora insieme (American Reunion), regia di Jon Hurwitz e Hayden Schlossberg (2012)
- Last Call, regia di Greg Garthe (2012)
- Hungover Games - Giochi mortali (The Hungover Games), regia di Josh Stolberg (2014)
- Charlie's Farm, regia di Chris Sun (2014)
- Tie the Knot, regia di Shuja Paul (2016)
- Party Bus to Hell, regia di Rolfe Kanefsky (2017)
- Bennett's Song, regia di Harley Wallen (2018)
- Worthless, regia di Chris Cardillo Sr. (2018)
- Ouija House, regia di Ben Demaree (2018)
- Bethlehem Ranch, regia di Brent Ryan Green (2018)
- Andy the Talking Hedgehog, regia di Joel Paul Reisig (2018)
- Art of the Dead, regia di Rolfe Kanefsky (2019)
- American Christmas, regia di Jaymes Camery (2019)
- 2nd Chance for Christmas, regia di Christopher Ray (2019)
- 5th Borough, regia di Steve Stanulis (2020)
- Attack of the Unknown, regia di Brandon Slagle (2020)
- Baby Bulldog, regia di Angela McCulley e Joel Paul Reisig (2020)
- Attraction to Paris, regia di Jesús del Cerro (2021)
- Mummy Dearest, regia di White Cross (2021)
- Spare Me, regia di Glenn Fraser (2021)
- Memoirs of a Fighter, regia di Nicholas Nathaniel (2021)
- Sally Floss: Digital Detective, regia di James Cullen Bressack (2022)
- Bleach, regia di Michael Edmonds (2022)
- Big Money, regia di Ritchie Greer (2022)

#### Televisione
- Bayside School - La nuova classe – serie TV, episodio 2x05 (1994)
- Il tempo della nostra vita – serie TV, 13 episodi (1995)
- California Dreams – serie TV, episodio 5x12 (1996)
- What We Did That Night – film TV (1999)
- G vs E – serie TV, episodio 2x11 (2000)
- Give Me Five – serie TV, episodio 1x15 (2004)
- Scrubs - Medici ai primi ferri – serie TV, 11 episodi (2003–2005)
- Hitched – film TV (2005)
- Vipers – film TV (2008)
- Lemon La Vida Loca – serie TV, episodio 2x05 (2013)
- Sharknado – film TV (2013)
- Sharknado 2 - A volte ripiovono – film TV (2014)
- Sharknado 3 – film TV (2015)
- Sharknado 4 – film TV (2016)
- Trailer Park Shark – film TV (2017)
- Sharknado 5: Global Swarming – film TV (2017)
- Il mio principe di Natale – film TV (2017)
- L'ultimo Sharknado - Era ora! – film TV (2018)
- The Boys – serie TV, episodio 1x16 (2019)
- The Wrong Cheerleader Coach – film TV (2020)

#### Cortometraggi
- The Big Lebowski 2, regia di Christopher Farah (2011)

### Produttrice
- 7-10 Split, regia di Tommy Reid (2007)
- Danny Greene: The Rise and Fall of the Irishman, regia di Tommy Reid (2009)
- Bulletproof Man (Kill the Irishman), regia di Jonathan Hensleigh (2011)
- Sharknado 5: Global Swarming – film TV (2017)
- Party Bus to Hell, regia di Rolfe Kanefsky (2017)
- Worthless, regia di Chris Cardillo Sr. (2018)
- L'ultimo Sharknado - Era ora! – film TV (2018)
- Art of the Dead, regia di Rolfe Kanefsky (2019)
- American Christmas, regia di Jaymes Camery (2019)
- Spare Me, regia di Glenn Fraser (2021)

## Premi e candidature
- 2000 – Young Hollywood Awards
  - Miglior cast corale per American Pie

- 2003 – Razzie Awards
  - Candidatura a peggior attrice non protagonista per La figlia del mio capo
  - Candidatura a peggior coppia con Ashton Kutcher per La figlia del mio capo

- 2005 – Razzie Awards
  - Candidatura a peggior attrice non protagonista per Alone in the Dark

## Doppiatrici italiane
Nelle versioni in italiano dei suoi film, Tara Reid è stata doppiata da:
- Federica De Bortoli in American Pie, L'ultimo guerriero, American Pie 2, Prigioniera di un incubo, American Pie: Ancora insieme
- Beatrice Margiotti in Sharknado, Sharknado 2 - A volte ripiovono, Sharknado 3, Sharknado 4, Sharknado 5: Global Swarming
- Barbara De Bortoli in Scrubs - Medici ai primi ferri, La figlia del mio capo
- Eleonora De Angelis in Urban Legend, Maial College
- Cristina Giachero in Il grande Lebowski
- Georgia Lepore in Josie and the Pussycats
- Ida Sansone in Incubus
- Sabrina Duranti in Body Shots
- Ilaria Stagni in Il dottor T e le donne
- Monica Ward in Il corvo - Preghiera maledetta
- Antonella Rinaldi in Alone in the Dark
- Domitilla D'Amico in Ali bruciate
- Alessandra Eleonori in Ouija House